# Kleinkastell Hönehaus
Das Kleinkastell Hönehaus, auch unter dem Namen Kleinkastell Rehberg bekannt, war ein römisches Militärlager am sogenannten „Vorderen Limes“ des Obergermanisch-Rätischen Limes. Die zum UNESCO-Welterbe gehörende Anlage befindet sich auf dem „Rehberg“ im „Großen Wald“ bei Hettingen, Gemeinde Buchen im Neckar-Odenwald-Kreis. Die bei der Auffindung noch bestens erhaltenen Fundamente sind konserviert und frei zugänglich.

## Lage und Forschungsgeschichte

KK Hönehaus im Limesverlauf

Grundriss des KK Hönehaus nach den Befunden der RLK

Limesverlauf im Großraum des Kleinkastells

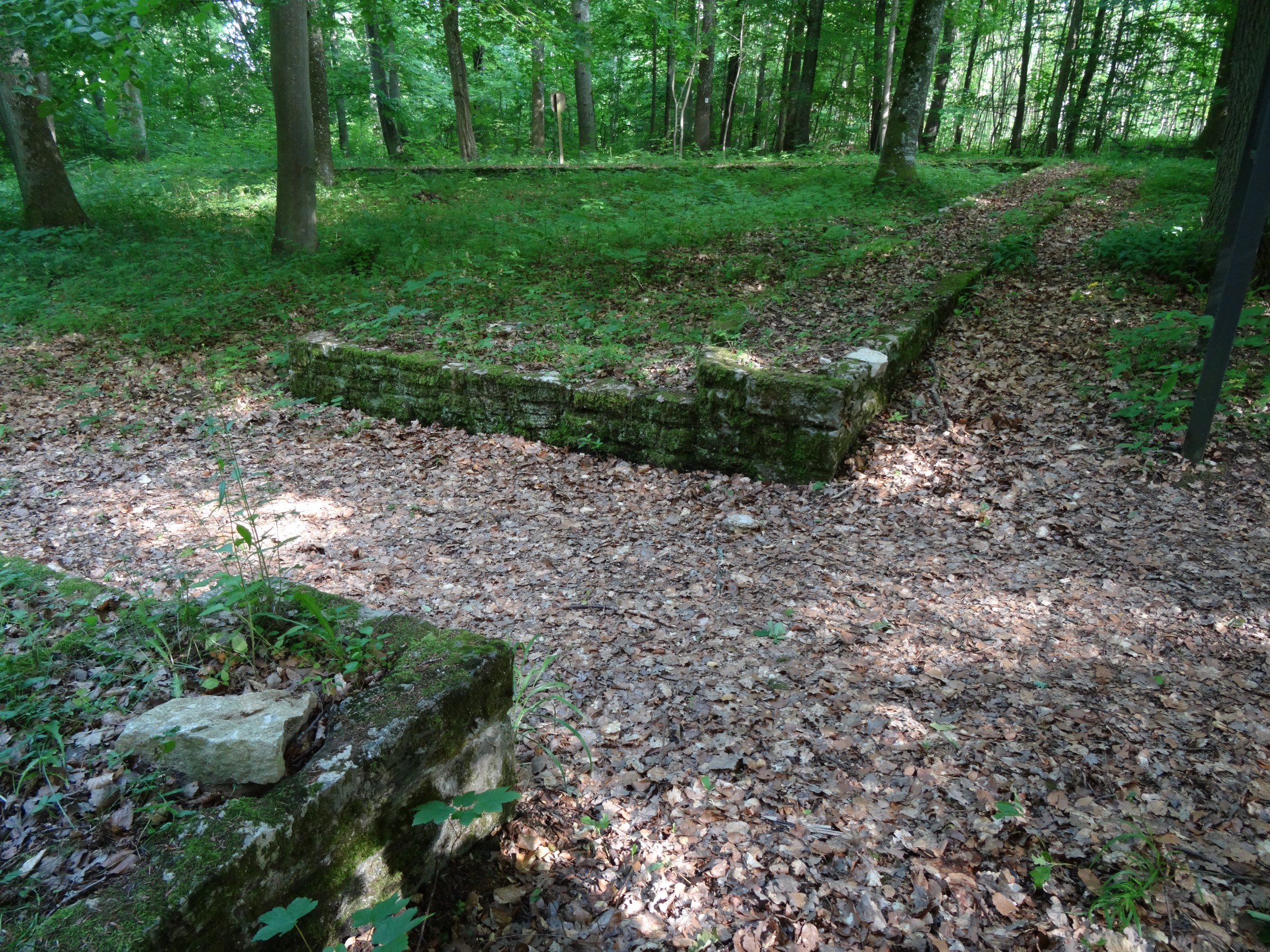
Westlicher Zugang des Kleinkastells

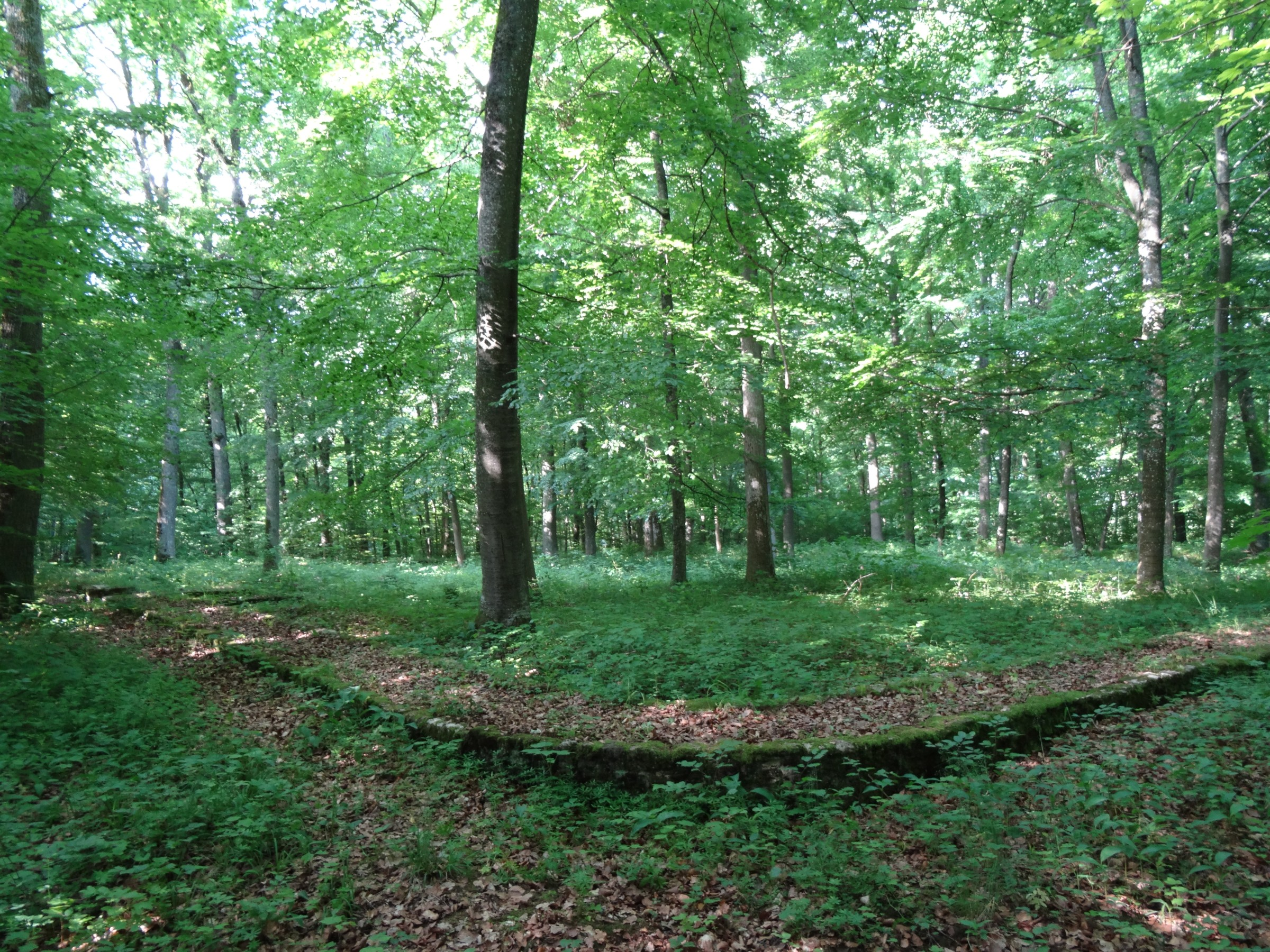
Blick von der Nordost-Ecke über das Kleinkastell Hönehaus

Topographisch günstig, in einem hügeligen, von tiefen Taleinschnitten durchzogenen Landstrich wurde das auf dem anstehenden Muschelkalk errichtete Kleinkastell südlich eines deutlichen Limesknicks postiert. Die Palisade war von hier aus 78 m entfernt. Den Soldaten bot sich vom flachen Geländesporn des „Rehbergs“ aus sowohl in südöstliche Richtung ein ausgezeichneter Blick ins „Freie Germanien“ als auch zu den nördlich und südlich liegenden Wachtürmen. Die Höhe fiel auf dem zur römischen Provinz Germania superior gehörenden Gelände nach Westen deutlich in den „Rehgrund“ ab. Nur 350 m nordwestlich lag das nicht viel ältere, wohl nur kurzfristig oder überhaupt nicht belegte Kleinkastell „An der Altheimer Straße“. Am genannten Limesknick beginnt ein rund 80 km langes schnurgerades Stück des „Vorderen Limes“ bis zum Wachturm bei dem Weiler Haghof, der zur Gemeinde Alfdorf gehört.
1892 wurde an diesem Platz erstmals durch die Reichs-Limeskommission (RLK) unter dem Streckenkommissar Wilhelm Conrady (1829 bis 1903) gegraben. 1968 und 1969 hat man die Mauern im „Großen Wald“ erneut freigelegt und mauerte sie nach den Untersuchungen auf einheitliche Höhe auf. Seither gilt die kleine Anlage als am besten erhaltene auf ihrer Strecke.

## Baugeschichte
Die Forschung nimmt an, dass das nahe Kleinkastell „An der Altheimer Straße“ eine Vorgängeranlage gewesen ist, die nach dem Bau des topographisch günstigeren rund 39,5 × 46 Meter (= 0,2 Hektar) großen Kleinkastells Hönehaus aufgegeben worden ist. Eine weitere Überlegung geht dahin, das Lager als gut gelegenen Hauptvermessungspunkt für die dort beginnende lange gerade Limesstrecke anzusprechen. Mit Feuerzeichen konnte man vom nahegelegenen Limeswachturm aus den rund 75 km südlich gelegenen Wp 9/116 beim Kleinkastell Ebnisee erreichen.
Die 1 bis 1,1 Meter breiten und 1892 noch fünf bis sechs Lagen hoch erhaltene Umfassungsmauer der mit runden Ecken ausgestatteten Befestigung besaßen einspurige Zufahrten mit einspringenden, nicht sehr qualitätvoll ausgeführten Wangen an der West- und Ostseite. Ähnliche Befunde wurden auch beim Kleinkastell Haselburg aufgefunden. Im Bereich des östlichen Einlasses, am Ende der Wangen, fanden sich 40 × 40 Zentimeter große Pfostenlöcher. Sie trugen wahrscheinlich ein Dach oder waren zum Torverschluss angebracht. Das Osttor war 2,40 bis 2,50 Meter, das Westtor 2,60 bis 2,70 Meter breit. Gemauerte Schwellen fehlten.
Während der Neuuntersuchungen 1968/1969 wurde festgestellt, dass die ins Innere des Kastells ragenden Zungenmauern der Tore in einem getrennten Bauvorgang, möglicherweise sogar während einer späteren Bauphase, angesetzt worden sind. Auch die Techniken der Bauausführung unterschieden sich von jenen der Wehrmauer.
Die Mannschaftsunterkünfte im Inneren, von denen sich keine Spuren fanden, waren wohl aus Holz errichtet worden. Dies legen Stücke rot gebrannten Geflechtslehms nahe. Der Lehm wurde gebrannt, als die Baracken abbrannten. Man fand auch Decksteine der einstigen Zinnen, welche auf die aus örtlichen Kalksteinplatten errichtete Umwehrung aufgesetzt waren. Das Kastell besaß weder einen Wall noch einen umlaufenden Graben. Nur im Bereich dicht hinter der Umwehrung zeigte sich eine schwärzliche, 30 bis 40 Zentimeter starke und vier bis fünf Meter breite Schicht mit Werkzeugresten, Scherben, Gebrauchsgegenständen und Tierknochen. Ein Brunnen wurde nicht lokalisiert.
Nach dem vorliegenden Fundmaterial, wie besonders späte Rheinzaberner Terra Sigillata und Keramik mit herzförmigen Profilen, hat die kleine, nicht sehr sorgfältig errichtete Fortifikation nur kurzfristig im 3. Jahrhundert bis spätestens zum endgültigen Limesfall 259/260 bestand. Das Münzmaterial reichte von der Regierungszeit Kaiser Caracallas (211–217) bis Gordian III. (238–244). Insgesamt wurden 1892 vier Denare aus vier verschiedenen Kaiserherrschaften entdeckt.

Die Kastellbefunde, vom Gewerbelehrer Karl Otto Hartmann aus Walldürn 1892 zeichnerisch dokumentiert
Grundriss des Osttores
Nördliche Wange des Osttores
Südliche Wange des Osttores
Nordostecke, Innenansicht
Südwestecke, Innenansicht
Westtor von Nord

## Funde und Verbleib
Während der Konservierung im Oktober 1967 wurde unweit der nördlichen Kastellinnenseite von Waldarbeitern ein kleines Votivhäuschen aus grauem Buntsandstein geborgen. Daneben kamen Sigillatenreste, Amphorenfragmente und Scherben anderer Gefäße zutage. Die Widmung auf dem Votivhäuschen lautet Bonis Casibus Quintinius l(ibertus) Lecto/r ex v(oto). Ein Freigelassener namens Quintinius l. Lector hatte diesen Stein den Göttern der „glücklichen Zufälle“ geweiht.
Viele Funde aus dem Kleinkastell, darunter auch Waffen, sind heute im Bezirksmuseum Buchen ausgestellt.

## Limesverlauf zwischen den Kleinkastellen Hönehaus und Rinschheim
| ORL     | Name/Ort                          | Beschreibung/Zustand |
| ------- | --------------------------------- | --- |
| KK      | Hönehaus                          | siehe oben |
| Wp 7/49 | „Großer Wald“                     | Wp 7/49 wird lediglich vermutet; archäologisch nicht nachgewiesen. |
| Wp 8/1  | „Großer Wald“                     | Der quadratische, 5 × 5 Meter große Steinturm mit seinen 70 Meter starken Mauern, wurde in den 1870er Jahren durch den Oberförster Hof teilweise ergraben und 1892 von Conrady vollständig untersucht. Es stellte sich heraus, dass sich das sauber ausgeführte Mauerwerk nur an der Nord- und Westseite erhalten hatte. Nördlich von Wp 8/1 konnte auch der Limesgraben sowie die Palisade nachgewiesen werden. Im Jahre 1970 erfolgte eine Neuaufdeckung, zeichnerische Aufnahme und anschließende Konservierung. Die Angaben Conradys bestätigten sich dabei teilweise. Die Nordost- und Südwestecke waren vollkommen zerstört, die übrigen Mauerreste durchschnittlich 0,30, im Süden noch 0,50 Meter hoch erhalten. Das aufgehende, 0,75 bis 0,80 Meter breite Mauerwerk bestand aus doppelschalig aufgebauten Muschelkalkbruchsteinen mit Mörtelresten. Die Mauerschalenquader waren recht gleichmäßig und kleinformatig ausgeführt. Die Seitenlänge des quadratischen Bauwerks betrug außen 5,20 × 5,20 Meter. In diesem Zuge der Konservierung fand eine Aufmauerung von vier bis fünf Lagen über dem Originalbefund statt. Der Limesgraben konnte in diesem Bereich archäologisch nicht erfasst werden. |
| Wp 8/2  | „Großer Wald/Rinschheimer Grenze“ | Der rechteckige, 4,90 × 4,66 × 4,80 × 4,80 Meter große Steinturm wurde 1880 durch den altertumsbegeisterten Privatgelehrten Karl Christ (1841–1927) teilweise freigelegt und 1893 von Karl Schumacher (1860–1934) für die RLK vollständig ergraben. 1970 erfolgte eine erneute Aufdeckung, Einmessung und Neukonservierung. Dabei bestätigten sich die Angaben aus dem ORL vollständig. Das in Doppelschalentechnik errichtete 0,75 bis 0,90 Meter breite Originalmauerwerk war noch durchschnittlich 0,70 bis 0,90 Meter hoch erhalten. Die Außenseiten der Mauern bestanden aus unterschiedlich großen Handquadern. An der Außenseite zeigte sich ein 0,5 bis 0,10 Meter breiter Sockelabsatz. Das Innere war mit eingeschlichteten, mörtelvergossenen Bruchsteinen gefüllt. Im Turminneren stellten die Ausgräber der Reichs-Limeskommission an den Mauersteinen anhaftende, geringe Reste von möglicherweise zwei Brandschichten fest. Außer Scherben fand sich eine silberne Fibel des 3. Jahrhunderts. Umgeben war das Bauwerk im Abstand von 0,6 beziehungsweise 1,1 Metern von zwei rechteckigen Gräbchen. Davon war das innere ein steil geböschtes Palisaden- oder Zaungräbchen, das äußere ein flacher Entwässerungsgraben. Leider wurde das Turminnere während der erneuten Ausgrabung durch das Staatliche Forstamt Walldürn ohne vorherige archäologische Untersuchungen so nachhaltig bis zum gewachsenen Boden ausgeräumt, dass eine Überprüfung der durch die RLK gemachten Brandbeobachtungen 1970 nicht mehr möglich war. Es ließen sich damals jedoch noch einzelne Fragmente von Henkelkrügen und Töpfen auflesen. Rund 17,40 Meter von der Ostfront des Turmes entfernt, entdeckte die RLK den Palisadengraben des Limes. |
| Wp 8/3  | „Steinberg“                       | Von dem Steinturm ist heute nur noch ein rund 9 Meter umfassender und rund 1 bis 1,5 Meter hoher Schutthügel aus Kalksteinen zu sehen. |
| Wp 8/4  | „Steinberg“                       | Wp 8/4 wird lediglich vermutet; archäologisch nicht nachgewiesen. Gesichert sind lediglich Keramikscherben, die den Standort ungefähr angeben könnten. In der Vergangenheit wurde die am Ort fehlende Fundamentierung auf den felsigen Untergrund zurückgeführt. Die vollständige Zerstörung soll auf die frühere Landwirtschaft zurückzuführen sein. |
| Wp 8/5  | „Hohlsteige“                      | Wp 8/5 wird lediglich vermutet; archäologisch nicht nachgewiesen. Möglicherweise befindet er sich in einem hier vorgefundenen Schutthaufen. |
| Wp 8/6  | „Kühbaum“                         | Der auf dem Kühbaum gelegene Turm wurde am Westrand der Kuppe im Bereich einer mächtigen Steinrutsche entdeckt und durch Suchschnitte gesichert, die Karl Schumacher (1860–1934) im Auftrag der Reichs-Limeskommission (RLK) vornahm. Von der bereits damals stark zerstörten Turmstelle waren noch „Mauersteine, Mörtelbrocken und römische Scherben“ auszumachen. Heute ist an dieser Stelle nichts mehr zu sehen. |
| Wp 8/7  | „Aurain“                          | Wp 8/7 wird westlich des Zossenberges zwischen Landstraße und Feldweg vermutet, ist archäologisch jedoch nicht nachgewiesen. |
| KK      | Rinschheim                        | → Hauptartikel : Kleinkastell Rinschheim [ 22 ] |

## Denkmalschutz
Das Kleinkastell Hönehaus und die erwähnten Bodendenkmale sind als Abschnitt des Obergermanisch-Rätischen Limes seit 2005 Teil des UNESCO-Welterbes. Außerdem sind die Anlagen Kulturdenkmale nach dem Denkmalschutzgesetz des Landes Baden-Württemberg (DSchG). Nachforschungen und gezieltes Sammeln von Funden sind genehmigungspflichtig, Zufallsfunde an die Denkmalbehörden zu melden.